# 二嗪磷
二嗪磷（英語：Diazinon），学名硫代磷酸-O,O-二乙基-O-(2-异丙基-4-甲基-6-嘧啶基)酯，是一种广谱性有机磷杀虫剂。

## 性质
纯品为无色油状液体，略带香味。工业品为灰色至暗棕色液体。难溶于水，能溶于石油醚，可与乙醇、丙酮、二甲苯混溶。对酸、碱、热不稳定，对光稳定。在水及稀酸作用下会缓慢水解，变为高毒的四乙基硫代焦磷酸酯。

## 制取
异丁腈与甲醇和盐酸反应，得亚胺醚盐酸盐，然后与氨作用制得异丁脒。异丁脒与乙酰乙酸乙酯在氢氧化钠存在下环化得到2-异丙基-4-甲基-6-羟基嘧啶。2-异丙基-4-甲基-6-羟基嘧啶与氢氧化钠、丁酮混合后，加入O,O-二乙基硫代磷酰氯反应，得到二嗪磷。

## 用途
广谱性杀虫剂，有触杀、熏蒸、胃毒和一定的内吸作用，也有较好的杀卵和杀螨作用。